# 97年
| 千纪： | 1千纪                                                                                   |
| 世纪： | 前1世纪 \| 1世纪 \| 2世纪                                                               |
| 年代： | 60年代 \| 70年代 \| 80年代 \| 90年代 \| 100年代 \| 110年代 \| 120年代                   |
| 年份： | 92年 \| 93年 \| 94年 \| 95年 \| 96年 \| 97年 \| 98年 \| 99年 \| 100年 \| 101年 \| 102年 |
| 纪年： | 丁酉年（鸡年）；东汉永元九年                                                            |

## 大事记
- 中國
  - 班超派甘英出使大秦，至安息西界而還。
  - 西羌人迷唐率眾犯隴西郡，打敗了隴西郡兵，殺死大夏縣長。漢和帝派遣劉尚代征西將軍，越騎校尉為副，率三萬漢、羌、小月氏兵行討伐。迷唐逃到臨洮之南。劉尚在高山大敗迷唐軍，斬俘一千餘人。迷唐後來也使漢軍死傷慘重，漢軍不能再追，於是回師。
- 羅馬帝國
  - 10月，近衛軍將涅爾瓦軟禁在宮中，逼迫皇帝交出刺殺前任羅馬皇帝圖密善的兇手；涅爾瓦便交出了巴爾特尼烏斯，讓他受盡折磨而死。
  - 10月27日——羅馬皇帝涅爾瓦收上日耳曼軍團長官圖拉真為養子。

## 各国领袖

### 非洲
- 库施
  - 国王：Teqerideamani I（90年－114年）

### 亚洲
- 中国
  - 东汉：
    - 皇帝：汉和帝（88年－105年）
- 朝鲜
  - 百济：
    - 国王：己娄王（77年－128年）

  - 高句丽：
    - 国王：太祖王（53年－146年）

  - 新罗：
    - 国王：婆娑尼师今（80年－112年）
- 贵霜帝国
  - 国王：索特尔·麦格斯（80年－105年）

### 欧洲
- 高加索伊比里亚
  - 国王：阿佐克（87年－106年）
- 达契亚
  - 国王：德凯巴鲁斯（87年－106年）
- 罗马帝国
  - 皇帝：涅尔瓦（96年－98年）

### 中东
- 奈巴提亚
  - 国王：Rabbel II Soter（70年－106年）
- 奥斯若恩
  - 国王：Sanatruk（91年－109年）
- 安息
  - 国王：帕科罗斯二世（78年－105年）

## 逝世
- 王充
- 章德皇后竇氏